# Половнікова Світлана Олександрівна
Світлана Олександрівна Половнікова (народилася 13 липня 1946 року у Чернігові) — музейна працівниця, заслужена працівниця культури України, старша наукова співробітниця Чернігівського обласного історичного музею імені Василя Тарновського, лауреатка Чернігівської обласної премії імені Миихайла Коцюбинського.

## Освіта
Закінчила Московський державний історико-архівний інститут.

## Кар'єра
Понад сорок років віддала музейній справі, працюючи на посаді завідувачки відділом, старшим науковим співробітником Чернігівського історичного музею імені В. Тарновського.

## Наукові інтереси
Досліджує історію Чернігівщини від найдавніших часів до початку XX століття, серед іншого такі теми, як: «Слово о полку Ігоревім» і Чернігівщина», «Книгодрукування на Чернігівщині у XVII-XVIII століттях», «Декабристський рух», «Розвиток культури XIX — початку ХХ століть», «Дворянські маєтки Чернігівщини» тощо. 
Є одним з авторів нинішньої експозиції музею і численних виставок. 
За результатами наукових досліджень готує доповіді на конференції, наукові статті, каталоги. 
Входила до складу авторських колективів енциклопедичного довідника «Чернігівщина», «Історії міст і сіл Української РСР», «Зводу пам'яток історії та культури», «Чернігівщина інкогніто». 
Є членом редколегії «Скарбниця української культури». 
Активно друкується на сторінках фахових видань, готує історико-краєзнавчі програми для радіо і телебачення. Проводить ґрунтовні змістовні екскурсії, у тому числі по історичних місцях краю. 
Є членом Національної спілки краєзнавців України, багаторічним віце-президентом обласного клубу «Краєзнавець», членом міжнародної музейної організації ICOM. 
Є автором ряду наукових видань, таких як «Кириличні стародруки Чернігівського історичного музею. Каталог», «До тебе прихильна, дарма, що кавалергард» до 170- річчя від дня народження Є. І. Милорадович, буклетів та окремих розділів путівників по історії Чернігівщини.

## Відзнаки
- 2005 — на першому музейному фестивалі в Дніпропетровську конкурсна міні-експозиція «Картина І. Рєпіна „Запорожці пишуть листа турецькому султану“ мовою колекції В.Тарновського», розроблена С. Половніковою, здобула першу премію.
- 2011 — лауреатка Чернігівської обласної премії імені Миихайла Коцюбинського у номінації «Народознавство». Удостоєна звання лауреатки премії за художньо-документальне видання «Качанівка. Альбом автографів».

## Різне
Живе у Чернігові.